# Bubbling (Glas)
Bubbling (englisch für Blasenbildung, Aufwallen) ist ein Verfahren bei der technischen Herstellung von Glas. Wird bei der Glasherstellung ein Gas (Luft, Sauerstoff und andere) in das schmelzflüssige Glas eingeblasen, so bezeichnet man diesen Vorgang als Bubbling.
Bubbling dient einerseits der Unterstützung des Läuterprozesses der Glasschmelze, bei dem Reaktionsgase, insbesondere Kohlendioxid (CO2), aus der Schmelze entfernt werden. Infolge von Partialdruckdifferenzen diffundiert das bei der Schmelze im Glas freiwerdende CO2 in die Blasen hinein, die durch das Bubbling erzeugt werden. Die Blasen steigen durch Auftrieb an die Oberfläche des Glases und zerplatzen dort. Durch die stärkere Umwälzung des Glases in der Schmelzwanne dient Bubbling auch der Verbesserung der Homogenität der Glasschmelze, um Schlierenbildung und damit optische Beeinträchtigungen zu vermeiden.

Schnitt durch eine Durchlasswanne mit Blasdüsenkette

Wird der Blasenschleier nahe dem thermischen Quellpunkt der Schmelzwanne angebracht, so bildet sich in der Schmelzwanne außerdem eine mechanische Barriere, ähnlich einem Wall. Diese Barriere trennt die sich ausbildenden Glasströmungen besser und sorgt so dafür, dass nur vollständig durchgeschmolzenes Glas in den Läuterbereich der Schmelzwanne gelangt. Die Abgrenzung der Strömungswalzen geschieht oftmals auch durch einen Wall zwischen Schmelz- und Läuterbereich, wobei dieser Wall durch die starke Strömung erheblicher Korrosion ausgesetzt ist.